# Pyknometer

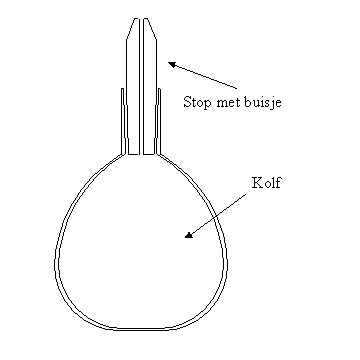
Pyknometer, schematisch weergegeven

Een pyknometer is een glazen instrument waarvan het volume nauwkeurig bekend is, dat wordt gebruikt voor het bepalen van de soortelijke massa van vloeistoffen.
Meestal heeft een pyknometer een volume van 50,0 of 100,0 ml. Aan de hand van het verschil in massa tussen de lege en gevulde pyknometer kan de soortelijke massa van de vloeistof worden berekend.
{\displaystyle Soortelijke\ massa={Massa \over Volume}}

## Gebruik van de pyknometer
1. Zorg dat de pyknometer droog en schoon is.
2. Weeg de lege pyknometer nauwkeurig.
3. Vul de pyknometer met de vloeistof waarvan de dichtheid onbekend is.
4. Laat de pyknometer samen met de vloeistof op temperatuur komen.
5. Droog de opening van het stopje en de pyknometer goed af.
6. Weeg de gevulde pyknometer.
7. Bereken met behulp van de bovenstaande relatie de dichtheid.

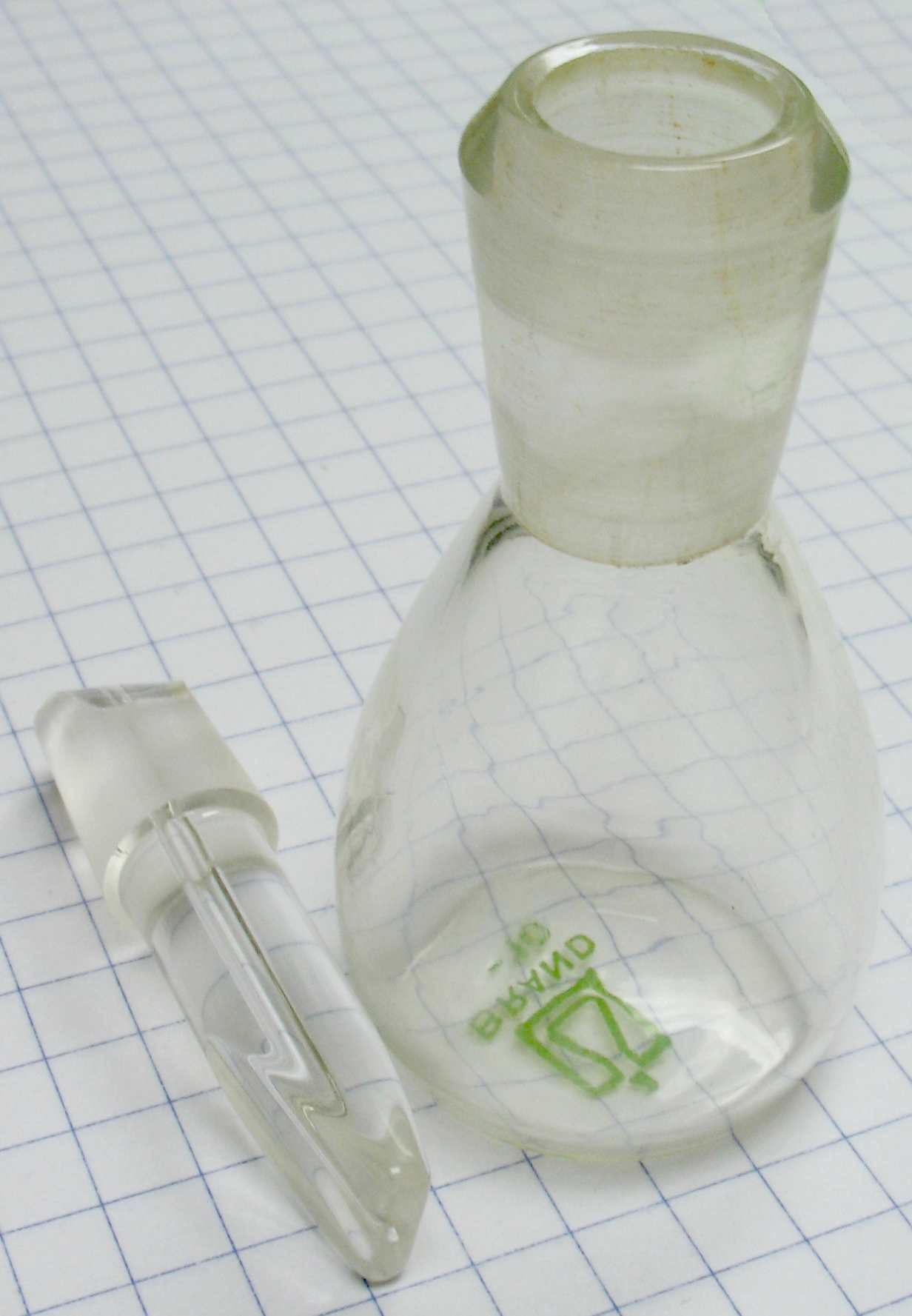
Een lege pyknometer, met stop
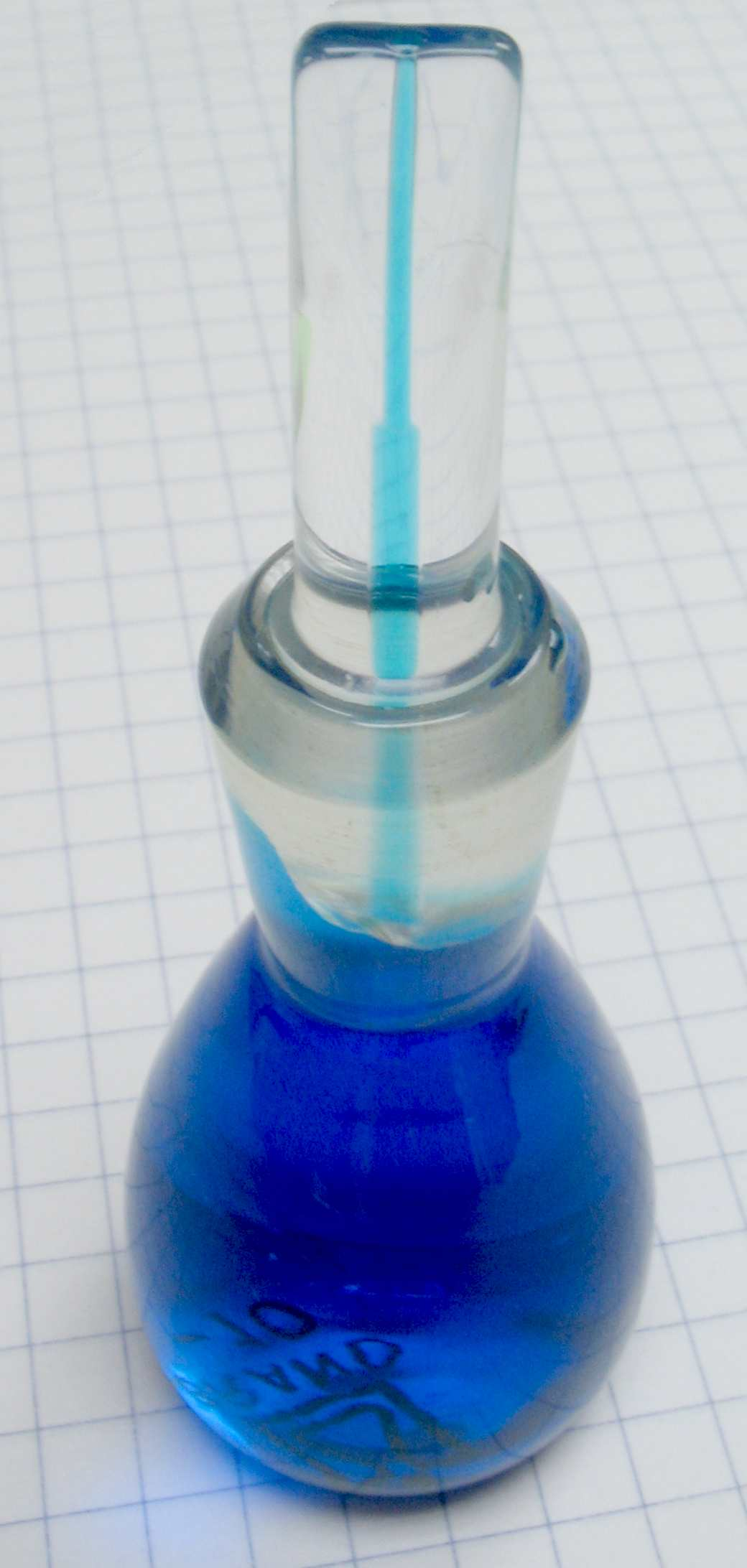
Een gevulde pyknometer